# 日野橋站
日野橋站（日语：／ Hino-Bashi eki */?）是位於岐阜縣岐阜市日野南6丁目，名古屋鐵道美濃町線的車站（廢站）。
來自徹明町站的電車會在此站或野一色站折返。而來自新岐阜站（現時：名鐵岐阜站）的電車與來自徹明町站的電車會在競輪場前至此站之間連續行走。乘客可於此站或野一色站轉乘電車。
從此站起向岐阜市中心方向的車費計算為均一制。而關方向的車費計算是按照乘車距離（營業距離）計算相應車費。當乘客乘越此站時，總車費是把兩方的車費合計。

## 歷史
此站在1911年，美濃電氣軌道路線開通時同時啟用。並於2005年4月1日，美濃町線全線廢除時，此站也被廢除。
- 1911年（明治44年）2月11日 - 美濃電氣軌道神田町站（後來名為岐阜柳瀨站）至上有知站（後來名為美濃站）之間開通，此站啟用[5][6]。
- 1930年（昭和5年）8月20日 - 美濃電氣軌道與名古屋鐵道（第一代。同年中改名為名岐鐵道，在1935年起再改名為名古屋鐵道）合併。成為名古屋鐵道的美濃町線車站[5]。
- 1954年（昭和29年）8月22日 - 成為無人車站[7]。
- 2005年（平成17年）4月1日 - 美濃町線全線廢除，此站也同時廢除[6]。

## 車站構造
截至車站廢除前，此站是地面車站，設有2面2線的相對式月台。月台中間設有站內平交道連接兩座月台。在1990年代，乘客需要在此站轉乘電車，前往徹明町/新岐阜方向和新關方向。截至2017年8月，車站遺址變為了道路（把岐阜縣道92號岐阜巢南大野線）擴寬，而替代巴士服務是在此站附近的岐阜巴士日野橋巴士站。

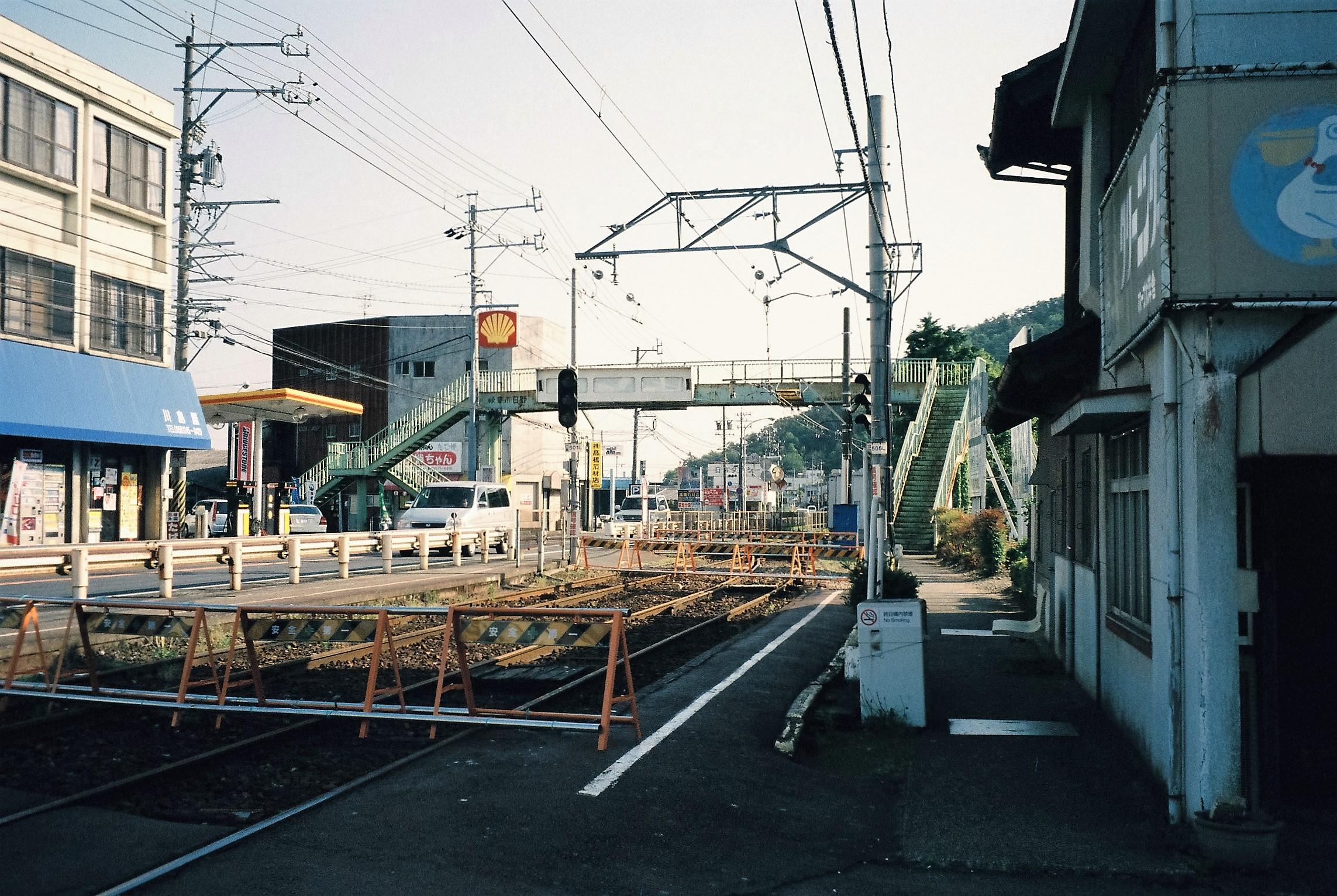
廢除後的日野橋站（2005年5月）
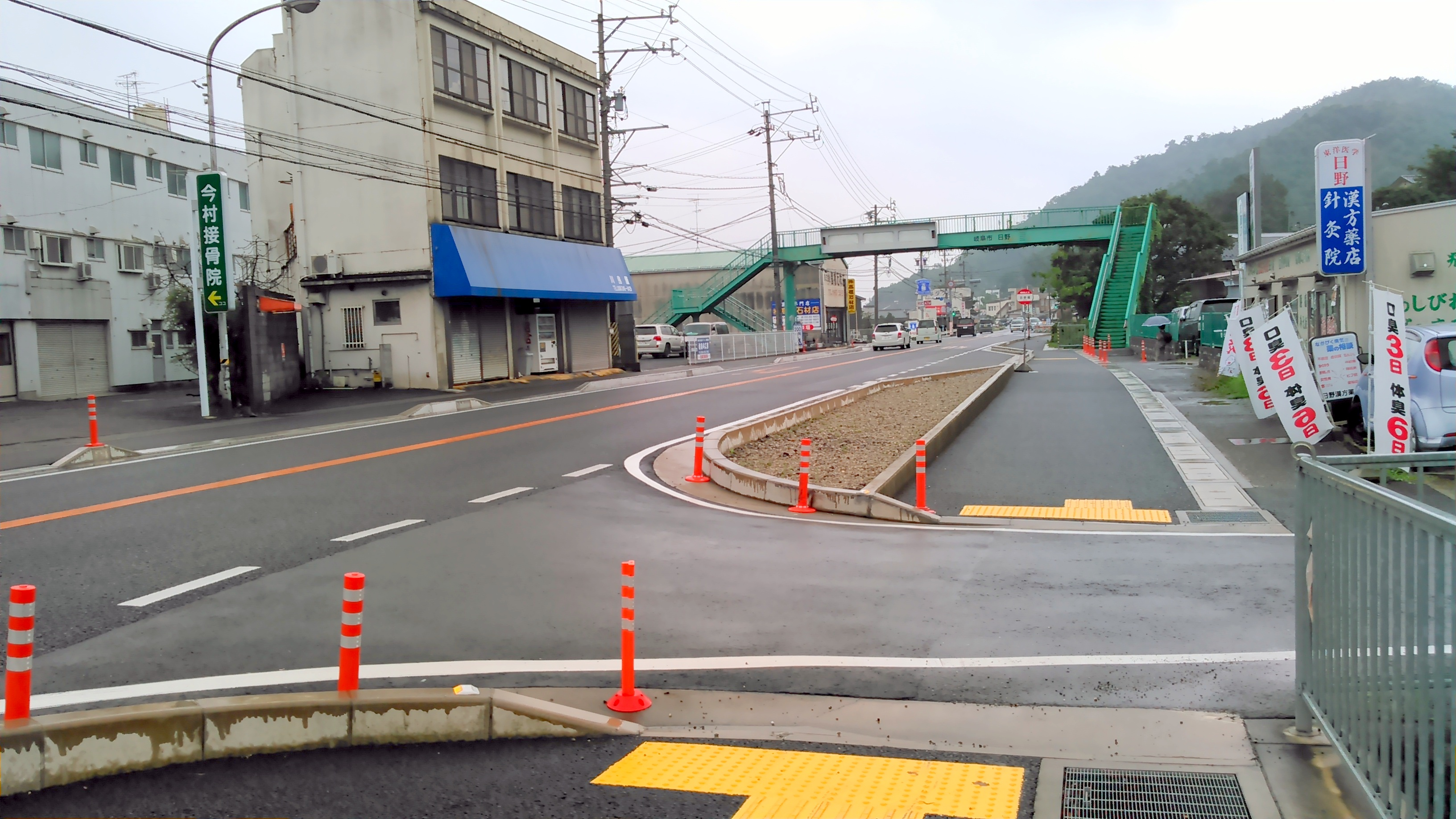
月台遺址（2017年8月）

### 配線圖
| ← 徹明町方向    | 日野橋站 站內配線略圖 | → 新關方向 |
| 图例 参考文献： |                       |            |

## 使用狀況
- 在中提及在1992年度，當時1日平均上下車人次為243人，為除岐阜市內線均一車費區間內各站（岐阜市內線、田神線、美濃町線徹明町站至琴塚站之間）外名鐵所有車站（342站）中排名第308，美濃町線日野橋至美濃之間（14站）排名第9[2]。

## 車站周邊
由於車站東邊設有東海女子大學與東海女子短期大學（在美濃町線營業時代的名稱），因此此站較多乘客使用。
- 東海女子大學（現時：東海學院大學）
- 東海女子短期大學（現時：東海學院大學短期大學部）

## 相鄰車站
名古屋鐵道
■美濃町線
琴塚－日野橋－岩田坂

## 注腳
1. ↑  國土地理院2.5萬地形圖「岐阜北部」，1992年(平成4年)修正版。
2. 1 2  名古屋鐵道廣報宣傳部（編）. . 名古屋鐵道. 1994: 651–653.
3. 1 2  德田耕一. . JTB Can Books. JTB出版. 2005: 104. ISBN 978-4-53305-883-7 （日语）.
4. 1 2 3  川島令三. . 名古屋北部・岐阜篇 1. 草思社（日语：草思社）. 1997: 181. ISBN 4-7942-0796-4 （日语）.
5. 1 2  . 鄉土出版社（日语：郷土出版社）. 1997: 219–230. ISBN 4-87670-097-4 （日语）.
6. 1 2  今尾惠介（監修）.  7 東海. 新潮社. 2008: 51–52. ISBN 978-4-10-790025-8 （日语）.
7. ↑  名古屋鉄道広報宣伝部（編）. . 名古屋鐵道. 1994: 880 （日语）.
8. ↑  電氣車研究會（日语：電気車研究会），《鐵道畫刊（日语：鉄道ピクトリアル）》通卷第473號 1986年12月 臨時增刊号 「特集 - 名古屋鐵道」，附圖「名古屋鐵道路線略圖」